# Scettro di sant'Edoardo

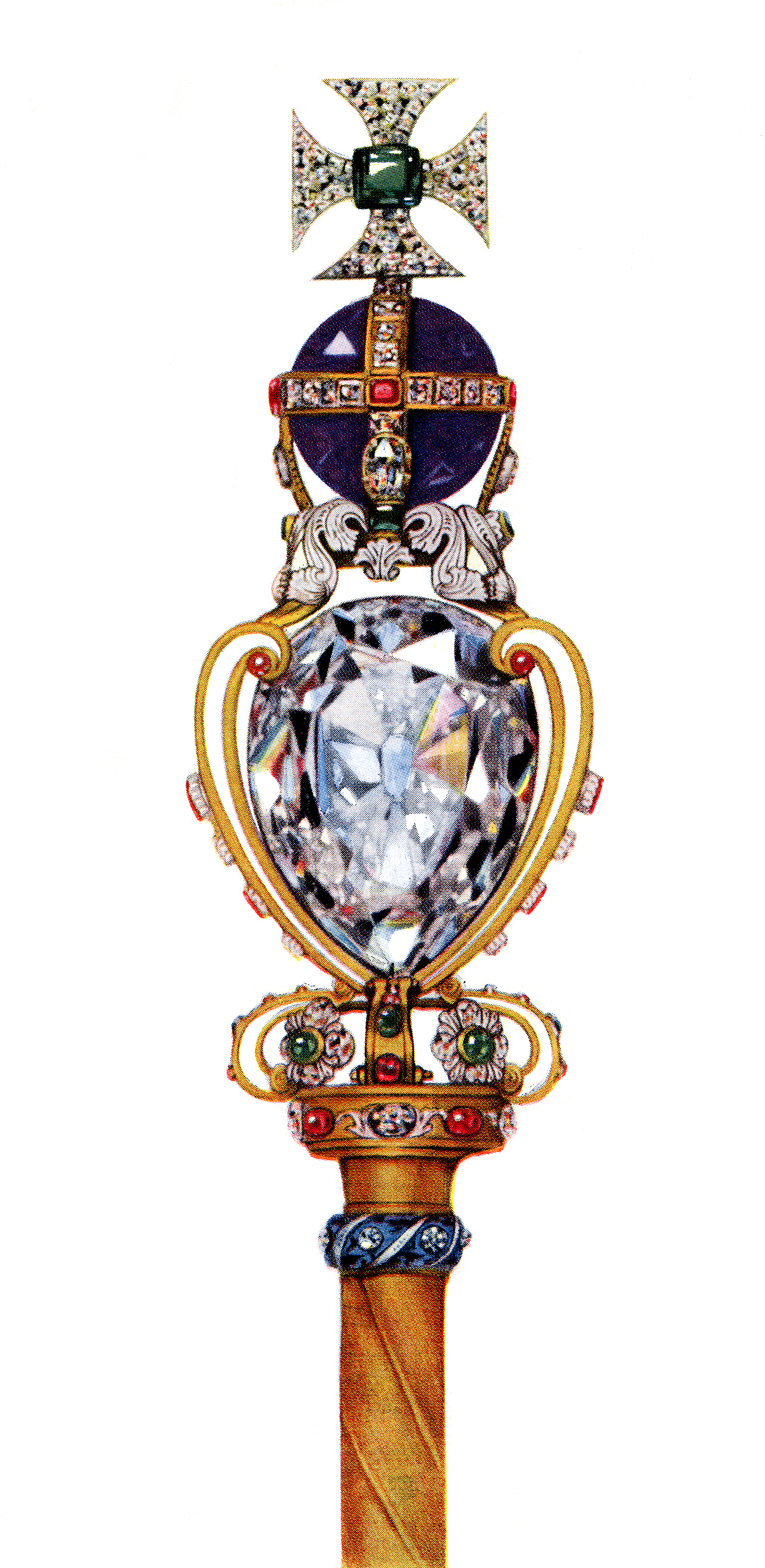
Sommittà dello scettro con il diamante Cullinan I

Lo scettro di sant'Edoardo, popolarmente conosciuto come scettro con la croce o scettro del sovrano o scettro reale, è parte dei gioielli della Corona britannica. Originariamente venne realizzato per l'incoronazione di re Carlo II d'Inghilterra nel 1661. Nel 1905 venne ridisegnato dopo la scoperta del diamante Cullinan. Lo scettro con la croce include anche il secondo più grande diamante al mondo, il Cullinan I o Grande Stella d'Africa, che pesa circa 530 carati. Il Cullinan I può essere rimosso dallo scettro ed essere all'occasione indossato come collare.
Lo scettro simboleggia l'autorità temporale del monarca, sotto il segno della croce. Durante la cerimonia d'incoronazione, il monarca tiene questo scettro con la mano destra e lo scettro con la colomba con la mano sinistra, mentre l'arcivescovo di Canterbury gli pone sul capo la corona.
Lo scettro di sant'Edoardo, come altri gioielli della Corona, si trova nella Jewel House della Torre di Londra.